# Hesperorhipis jacumbae
Hesperorhipis jacumbae är en skalbaggsart som beskrevs av Knull 1954. Hesperorhipis jacumbae ingår i släktet Hesperorhipis och familjen praktbaggar. Inga underarter finns listade i Catalogue of Life.